# Prinses Irenesluizen

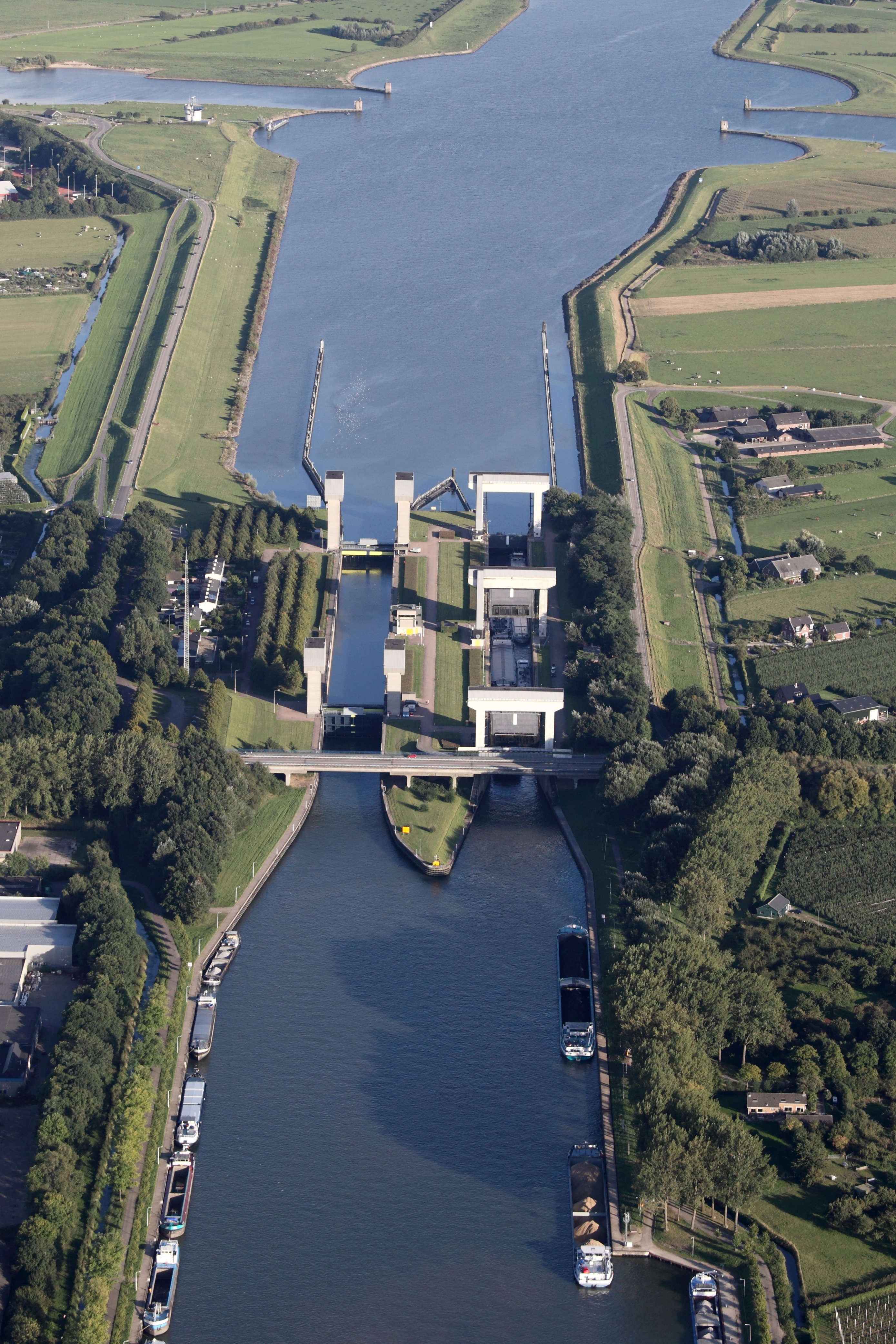
De sluizen met op de achtergrond kruising Lek en Amsterdam-Rijnkanaal

De Prinses Irenesluizen in het Amsterdam-Rijnkanaal zijn de noordwestelijke sluizen op de kruising van het kanaal met de rivier de Lek, net buiten Wijk bij Duurstede. Het ontwerp is van 1937 van ir. J.P. Josephus Jitta, maar als gevolg van de Tweede Wereldoorlog pas gereedgekomen in 1952. De oostelijke kolk is in 1974 toegevoegd, ze zijn in beheer bij Rijkswaterstaat. Jaarlijks passeren zo'n 31.832 (2018) schepen deze sluizen.
Het kanaal en de Oostkolk zijn geclassificeerd als CEMT-klasse VIb. De Westkolk, vanwege de maximale breedte, als CEMT-klasse VIa. de twee kolken hebben verschillende afmetingen. De westelijke kolk (bouwjaar 1952) heeft een lengte van 350 m en een breedte van 18 meter. Deze kolk is deelbaar in twee kolken van elk 175 m. De oostelijke kolk is gebouwd in 1974 en heeft een lengte van 260 m en een breedte van 24 meter. Over de binnenhoofden ligt een vaste brug met doorvaarthoogtes van KP +11,65 m
De drempeldieptes zijn voor de Westkolk binnendrempel: KP –4,2 meter, voor de tussendrempel en buitendrempel: NAP –4,6 m. Voor de Oostkolk gelden voor de binnendrempel: KP –5,1 meter, en de  buitendrempel: NAP –5,5 meter.
De doorvaarthoogtes (vanwege de hefdeuren) zijn voor de Westkolk binnendeur: KP +12,05 meter, voor de tussendeur en buitendeur: NAP +16,75 m. Voor de Oostkolk gelden voor de binnendeur: KP +11,65 meter, en de  buitendeur: NAP +16,75 meter.
De sluizen zijn via de marifoon aan te roepen op VHF-kanaal 22.
Ten noorden van de sluizen ligt een brug over het Amsterdam-Rijnkanaal. Over deze brug loopt de Romeinenbaan, de weg tussen Wijk bij Duurstede en het Beusichemse veer.
Aan de andere kant van de kruising met de Lek, zuidoostelijk bij Ravenswaaij, in het zuidelijk pand van het kanaal, liggen de Prinses Marijkesluizen.

## Fotogalerij

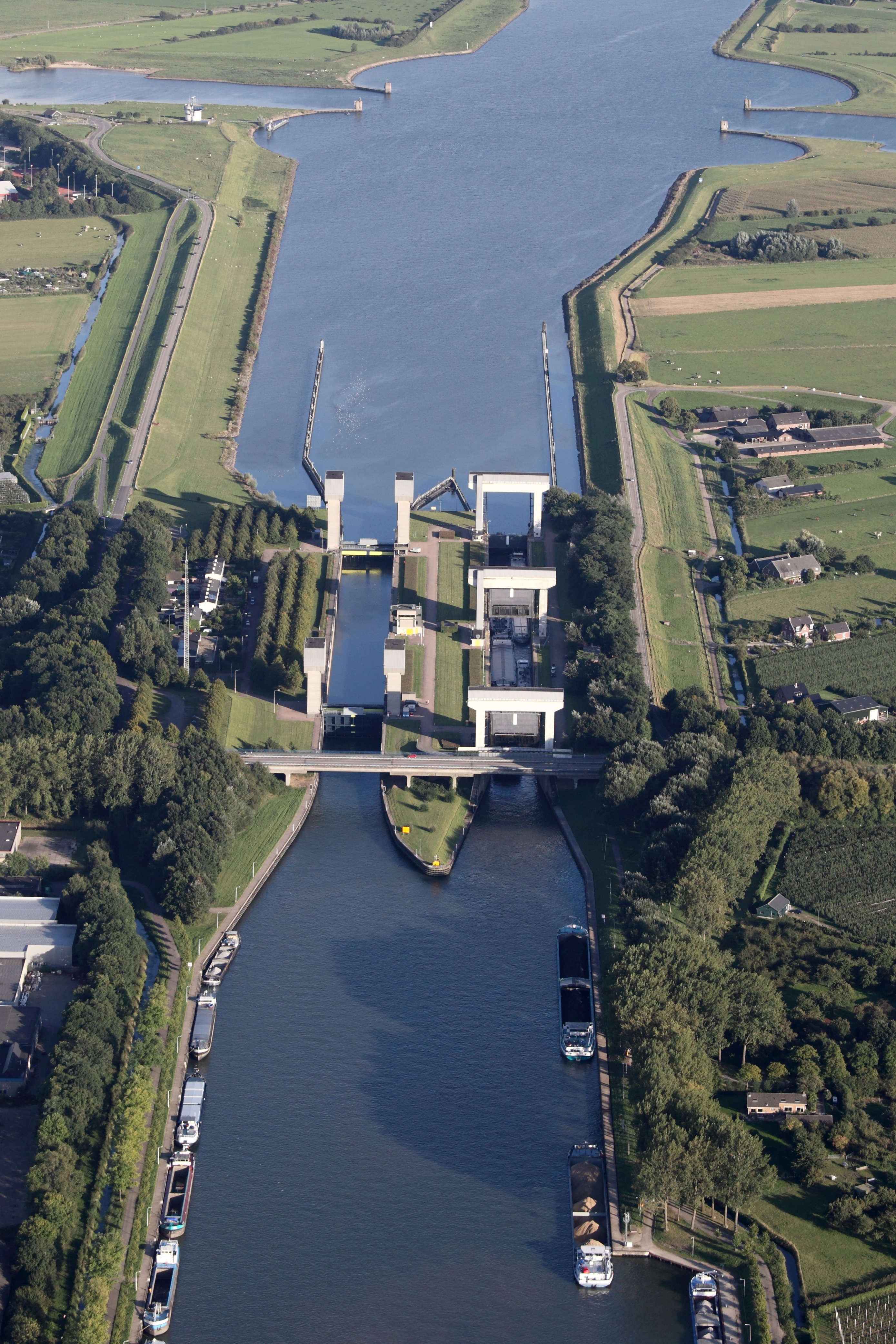
De Prinses Irenesluizen in het Amsterdam-Rijnkanaal zijn de noord-westelijke sluizen op de kruising van het kanaal met de rivier de Lek, net buiten Wijk bij Duurstede (22 september 2012)
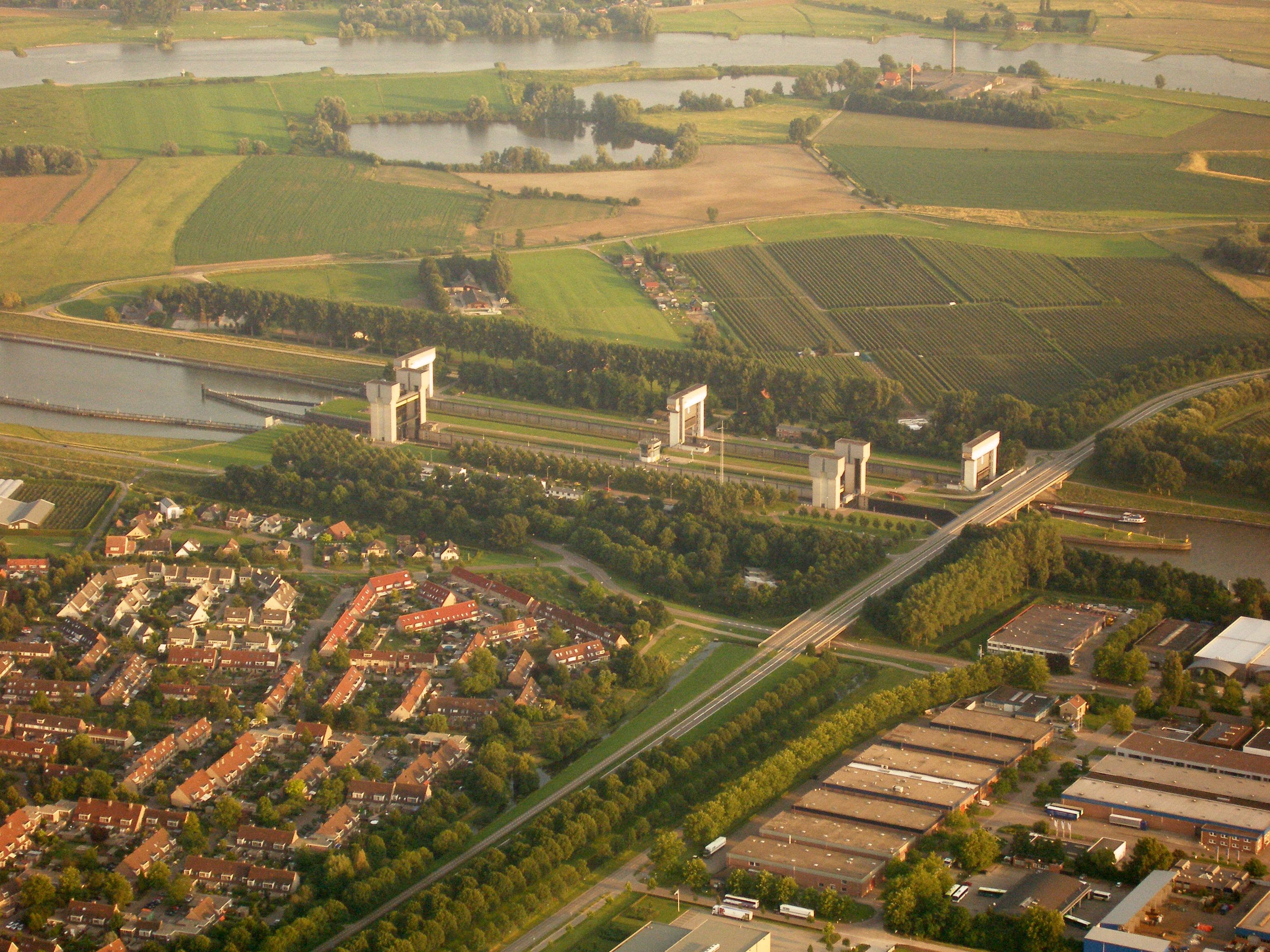
Luchtfoto Prinses Irenesluis
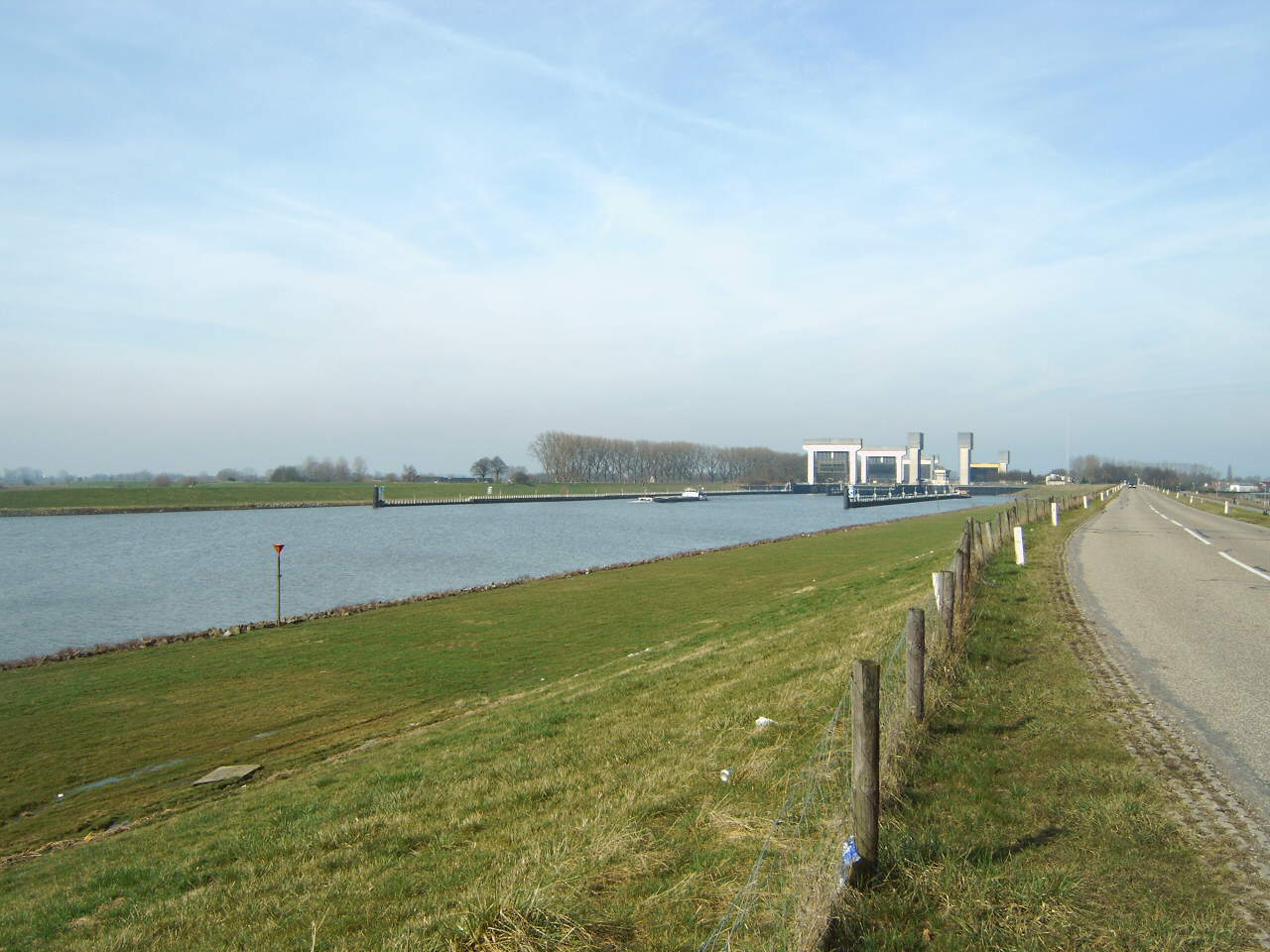
Vanaf de dijk gezien
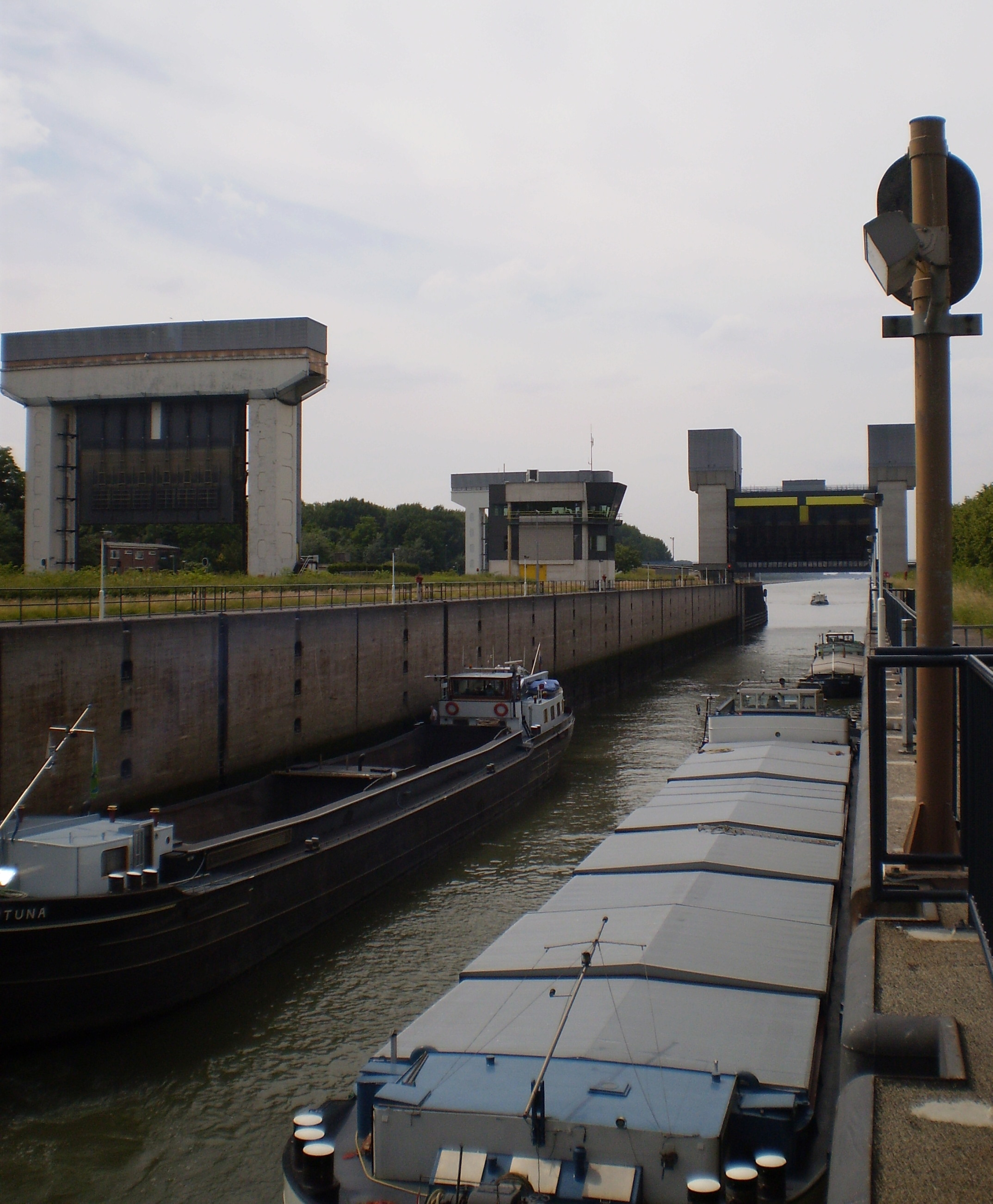
Oostelijke kolk met open sluisdeur
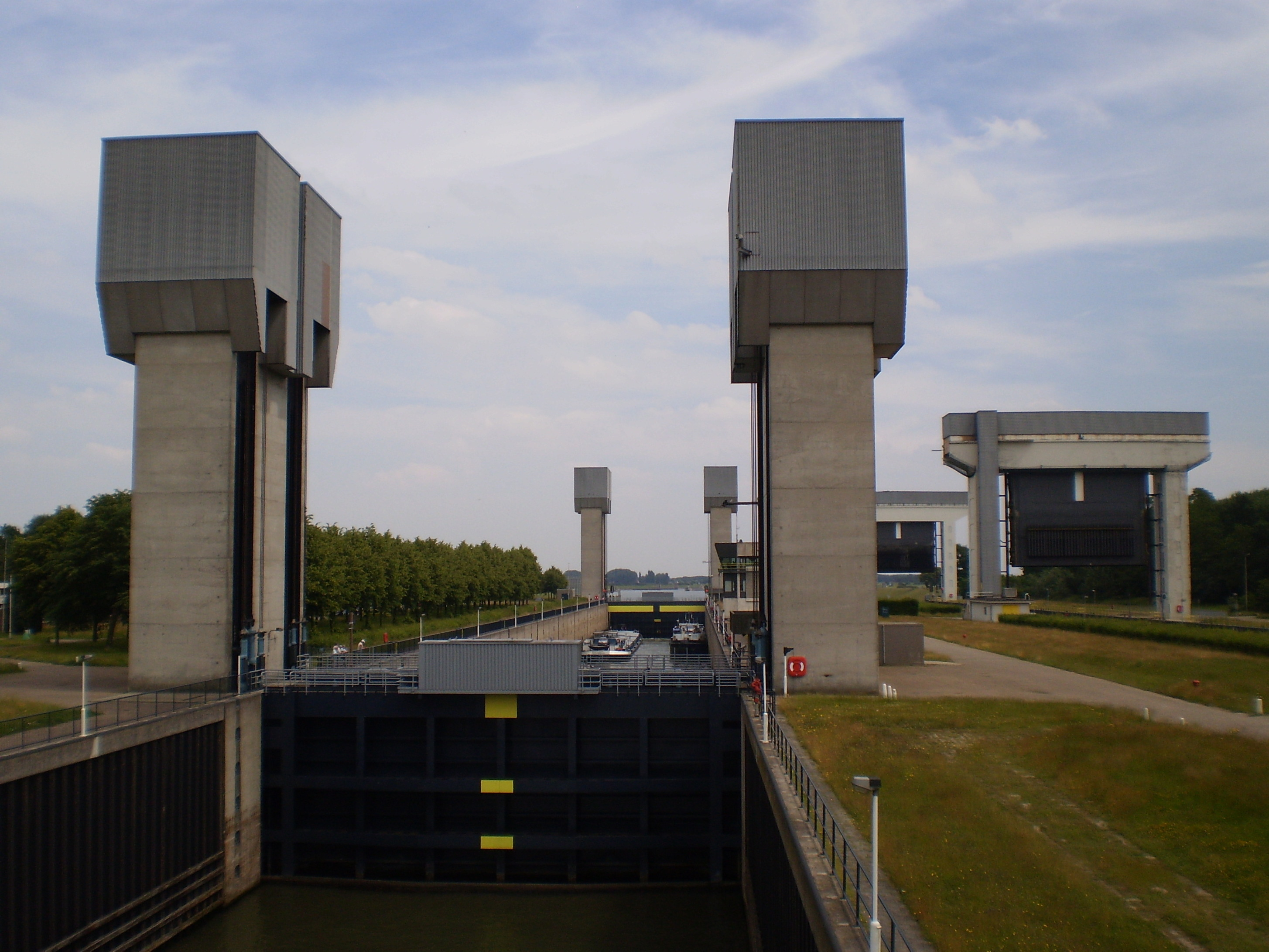
Oostelijke kolk met gesloten sluisdeuren